# 積志駅
積志駅（せきしえき）は、静岡県浜松市中央区積志町にある遠州鉄道鉄道線の駅。駅番号はET10。

## 歴史

### 駅名の由来
開業当時の地名は浜名郡積志村大字上大瀬だったため仮駅名は大瀬駅や上大瀬駅であったが、駅設置時に土地を提供した地主からの要望で松木駅と命名された。その後、1955年に積志村が浜松市に編入され浜松市積志町に改名されたことから、駅名も現在の積志駅に変更された。
「積志」の地名は企業の名称から取られた全国でも珍しい地名で、その由来は1875年に当地に設立された地域の教育や産学を振興させるための組織である「積志講社（積志銀行）」にちなむ。当時浜松県令を務めていた林厚徳が前漢の思想書「淮南子」に記された「私を制し公に譲り、小を積みて大に致す」という一文を取り上げて「積志講社」と名付けたのが始まりである。その後1908年に有玉村、中郡村、小野田村半田が合併した際に「積志の名の通り、3つの村が富を積められるため同じ意志を持てるように」という意味合いで正式に積志村に改称した。

### 年表
- 1909年（明治42年）12月6日：松木駅として開業。
- 1923年（大正12年）4月1日：遠州松木駅に改称。
- 1962年（昭和37年）6月11日：積志駅に改称。
- 1974年（昭和49年）9月頃：無人駅化。

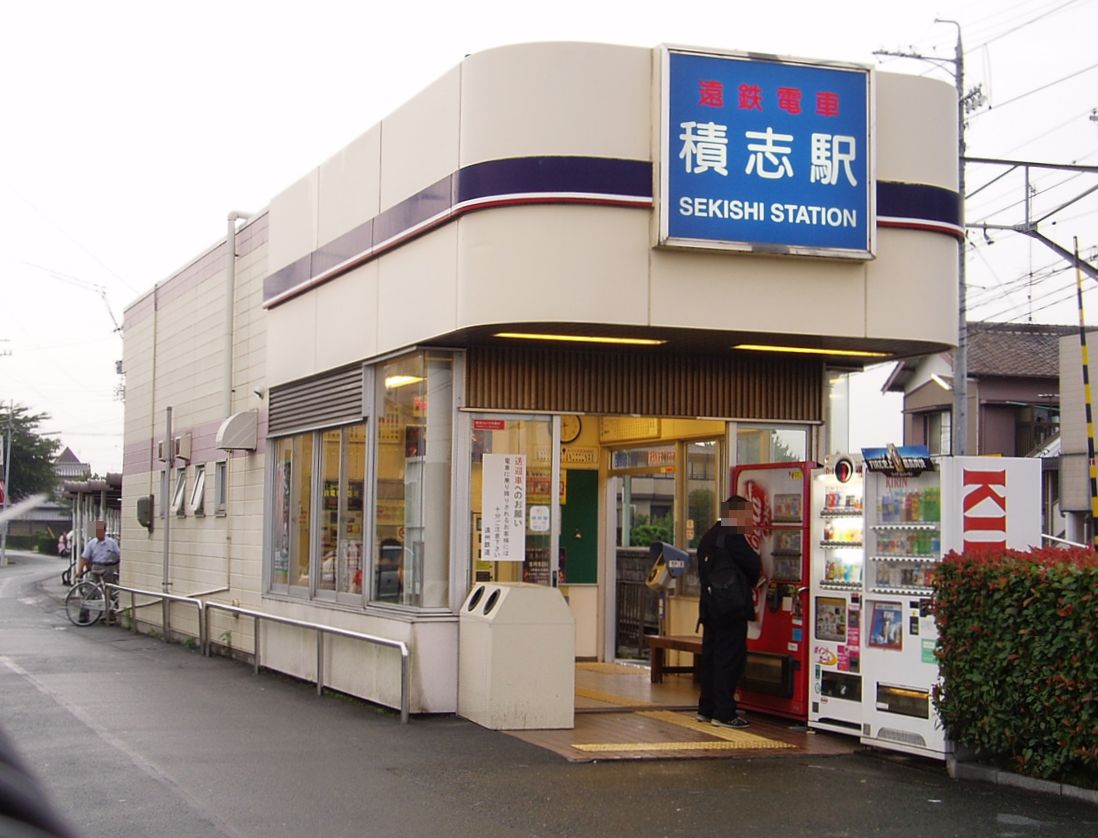
旧塗色時代（2006年）

## 駅構造
島式ホーム1面2線を有する地上駅。駅舎はあるが、終日無人駅である。
駐輪場（収容292台）は駅の北西に存在する。
早朝深夜の一部時間帯を除き、列車交換が行われる。構内踏切位置の関係上、上り新浜松方面列車が西側ホーム、下り西鹿島方面列車が東側ホームを使用する。当路線の一般的な列車交換駅とはホームの使われ方が正反対である。

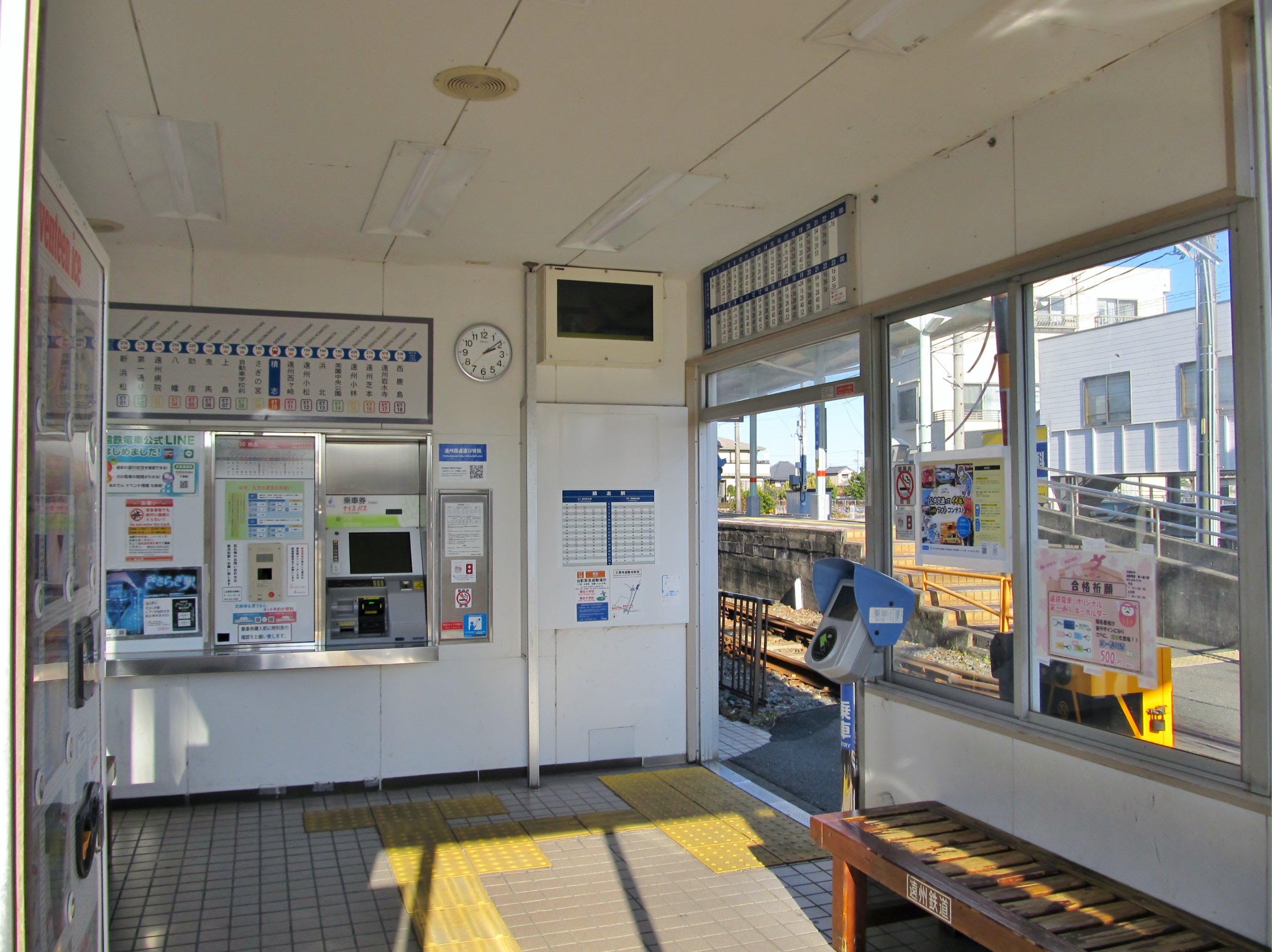
改札口
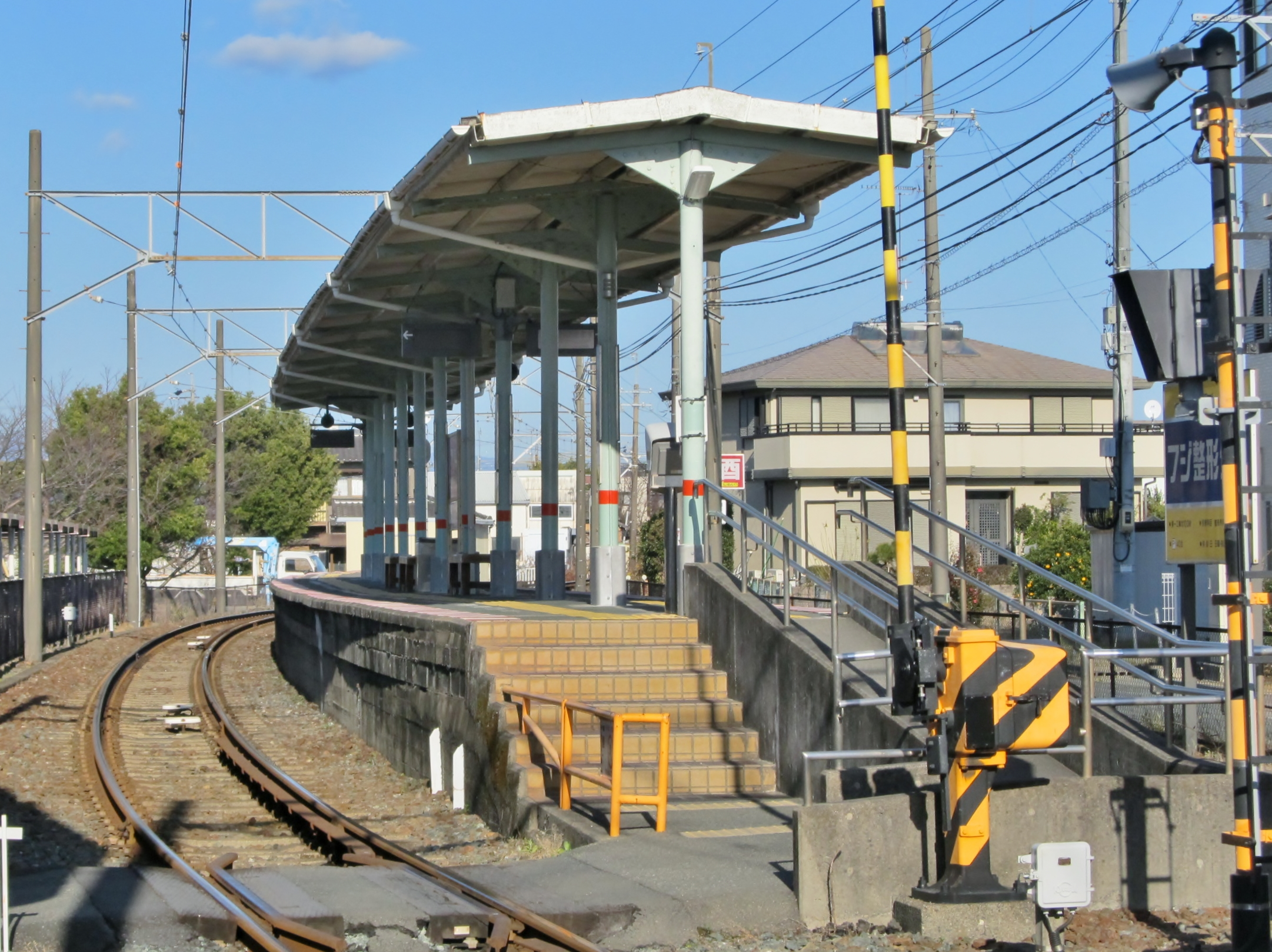
ホーム
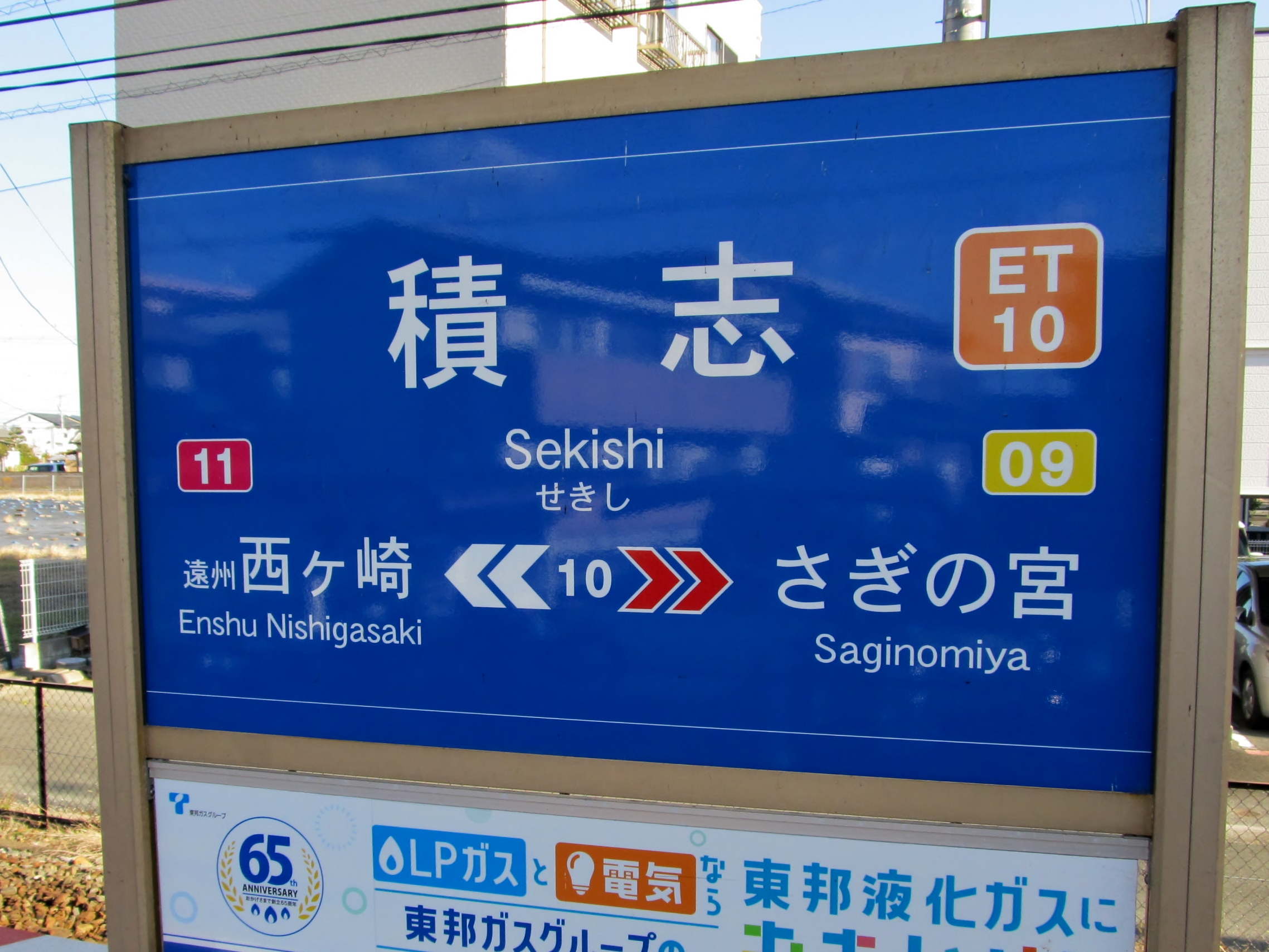
駅名標

### のりば
| ホーム    | 路線            | 方向 | 行先             | 備考                                        |
| --------- | --------------- | ---- | ---------------- | ------------------------------------------- |
| 1（東側） | ■遠州鉄道鉄道線 | 下り | 浜北・西鹿島方面 | 離合電車が無い早朝・深夜は上下共1番線を使用 |
| 2（西側） | ■遠州鉄道鉄道線 | 上り | 曳馬・新浜松方面 | 離合電車が無い早朝・深夜は上下共1番線を使用 |

## 利用状況
2019年度（令和元年度）の乗車人員は348,673人（全18駅中15位）、降車人員は343,395人（同15位）である。主として通学・通勤用に利用される。
1980年度（昭和55年度）以降の乗車人員及び降車人員は次の表の通り。
| 年間の乗車人員・降車人員の推移 | 年間の乗車人員・降車人員の推移 | 年間の乗車人員・降車人員の推移 | 年間の乗車人員・降車人員の推移 |
| 年度                           | 遠州鉄道                       | 遠州鉄道                       | 出典・備考                     |
| 年度                           | 乗車人員                       | 降車人員                       | 出典・備考                     |
| ------------------------------ | ------------------------------ | ------------------------------ | ------------------------------ |
| 1980年度（昭和55年度）         | 294,883 人                     | 305,952 人                     | [ 2 ]                          |
| 1981年度（昭和56年度）         | 289,475 人                     | 305,200 人                     | [ 3 ]                          |
| 1982年度（昭和57年度）         | 278,056 人                     | 293,476 人                     | [ 4 ]                          |
| 1983年度（昭和58年度）         | 274,149 人                     | 285,606 人                     | [ 5 ]                          |
| 1984年度（昭和59年度）         | 269,369 人                     | 283,321 人                     | [ 6 ]                          |
| 1985年度（昭和60年度）         | 270,983 人                     | 285,372 人                     | [ 7 ]                          |
| 1986年度（昭和61年度）         | 276,547 人                     | 293,231 人                     | [ 8 ]                          |
| 1987年度（昭和62年度）         | 283,528 人                     | 299,821 人                     | [ 9 ]                          |
| 1988年度（昭和63年度）         | 303,850 人                     | 312,269 人                     | [ 10 ]                         |
| 1989年度（平成元年度）         | 312,410 人                     | 320,059 人                     | [ 11 ]                         |
| 1990年度（平成2年度）          | 324,947 人                     | 331,631 人                     | [ 12 ]                         |
| 1991年度（平成3年度）          | 360,512 人                     | 362,385 人                     | [ 13 ]                         |
| 1992年度（平成4年度）          | 367,296 人                     | 369,156 人                     | [ 14 ]                         |
| 1993年度（平成5年度）          | 361,342 人                     | 358,567 人                     | [ 15 ]                         |
| 1994年度（平成6年度）          | 370,099 人                     | 366,139 人                     | [ 16 ]                         |
| 1995年度（平成7年度）          | 353,103 人                     | 351,028 人                     | [ 17 ]                         |
| 1996年度（平成8年度）          | 340,597 人                     | 336,434 人                     | [ 18 ]                         |
| 1997年度（平成9年度）          | 343,052 人                     | 340,726 人                     | [ 19 ]                         |
| 1998年度（平成10年度）         | 337,655 人                     | 328,327 人                     | [ 20 ]                         |
| 1999年度（平成11年度）         | 324,552 人                     | 318,869 人                     | [ 21 ]                         |
| 2000年度（平成12年度）         | 332,355 人                     | 327,243 人                     | [ 22 ]                         |
| 2001年度（平成13年度）         | 335,348 人                     | 331,470 人                     | [ 23 ]                         |
| 2002年度（平成14年度）         | 320,131 人                     | 316,766 人                     | [ 24 ]                         |
| 2003年度（平成15年度）         | 328,524 人                     | 327,289 人                     | [ 25 ]                         |
| 2004年度（平成16年度）         | 330,450 人                     | 333,164 人                     | [ 26 ]                         |
| 2005年度（平成17年度）         | 324,768 人                     | 318,363 人                     | [ 27 ]                         |
| 2006年度（平成18年度）         | 329,769 人                     | 320,502 人                     | [ 28 ]                         |
| 2007年度（平成19年度）         | 324,258 人                     | 312,985 人                     | [ 29 ]                         |
| 2008年度（平成20年度）         | 322,483 人                     | 312,839 人                     | [ 30 ]                         |
| 2009年度（平成21年度）         | 316,029 人                     | 304,100 人                     | [ 31 ]                         |
| 2010年度（平成22年度）         | 305,842 人                     | 295,818 人                     | [ 32 ]                         |
| 2011年度（平成23年度）         | 303,684 人                     | 295,703 人                     | [ 33 ]                         |
| 2012年度（平成24年度）         | 311,369 人                     | 301,679 人                     | [ 34 ]                         |
| 2013年度（平成25年度）         | 313,747 人                     | 301,222 人                     | [ 35 ]                         |
| 2014年度（平成26年度）         | 314,091 人                     | 304,098 人                     | [ 36 ]                         |
| 2015年度（平成27年度）         | 319,613 人                     | 308,969 人                     | [ 37 ]                         |
| 2016年度（平成28年度）         | 321,905 人                     | 313,560 人                     | [ 38 ]                         |
| 2017年度（平成29年度）         | 331,036 人                     | 322,048 人                     | [ 39 ]                         |
| 2018年度（平成30年度）         | 344,743 人                     | 337,561 人                     | [ 40 ]                         |
| 2019年度（令和元年度）         | 348,673 人                     | 343,395 人                     | [ 1 ]                          |

## 駅周辺
- とぴあ浜松農業協同組合（JAとぴあ浜松）積志支店 - 西側に隣接。
- 浜松市積志協働センター
- 浜松市立積志図書館
- 浜松市立積志小学校
- 浜松市立積志中学校
- 浜松日体中学校・高等学校（徒歩30分）
- 浜松医科大学（徒歩25分）
  - 浜松医科大学医学部附属病院

## 隣の駅
遠州鉄道
■ET 鉄道線
さぎの宮駅（ET09） - （(廃)遠州新村駅） - 積志駅（ET10） - 遠州西ヶ崎駅（ET11）